# Sredinskya
Sredinskya grandis es la única especie del género monotípico Sredinskya perteneciente a la familia de las primuláceas.

## Taxonomía
Sredinskya grandis fue descrita por (Trautv.) Fed. y publicado en Botanicheskie Materialy Gerbariia Botanicheskogo Instituta imeni V. L. Komarova Akademii Nauk SSSR 13: 203. 1950.